# 분노 (2016년 영화)
《분노》(일본어: 怒り)는 2016년 개봉한 일본의 서스펜스, 미스터리 드라마 영화이다. 이상일이 감독과 각본을 맡았으며, 요시다 슈이치의 동명 미스터리 소설이 영화의 원작이다.

## 출연

### 주연
- 와타나베 켄
- 모리야마 미라이
- 마츠야마 켄이치
- 아야노 고
- 히로세 스즈
- 미야자키 아오이
- 츠마부키 사토시

### 조연
- 피에르 타키
- 미우라 타카히로
- 타카하타 미츠키
- 이케와키 치즈루
- 하라 히데코
- 사쿠모토 타카라

## 기타
- 원작자: 요시다 슈이치
- 조명: 나카무라 유키
- 미술: 츠즈키 유지